# Urszula z Kolonii

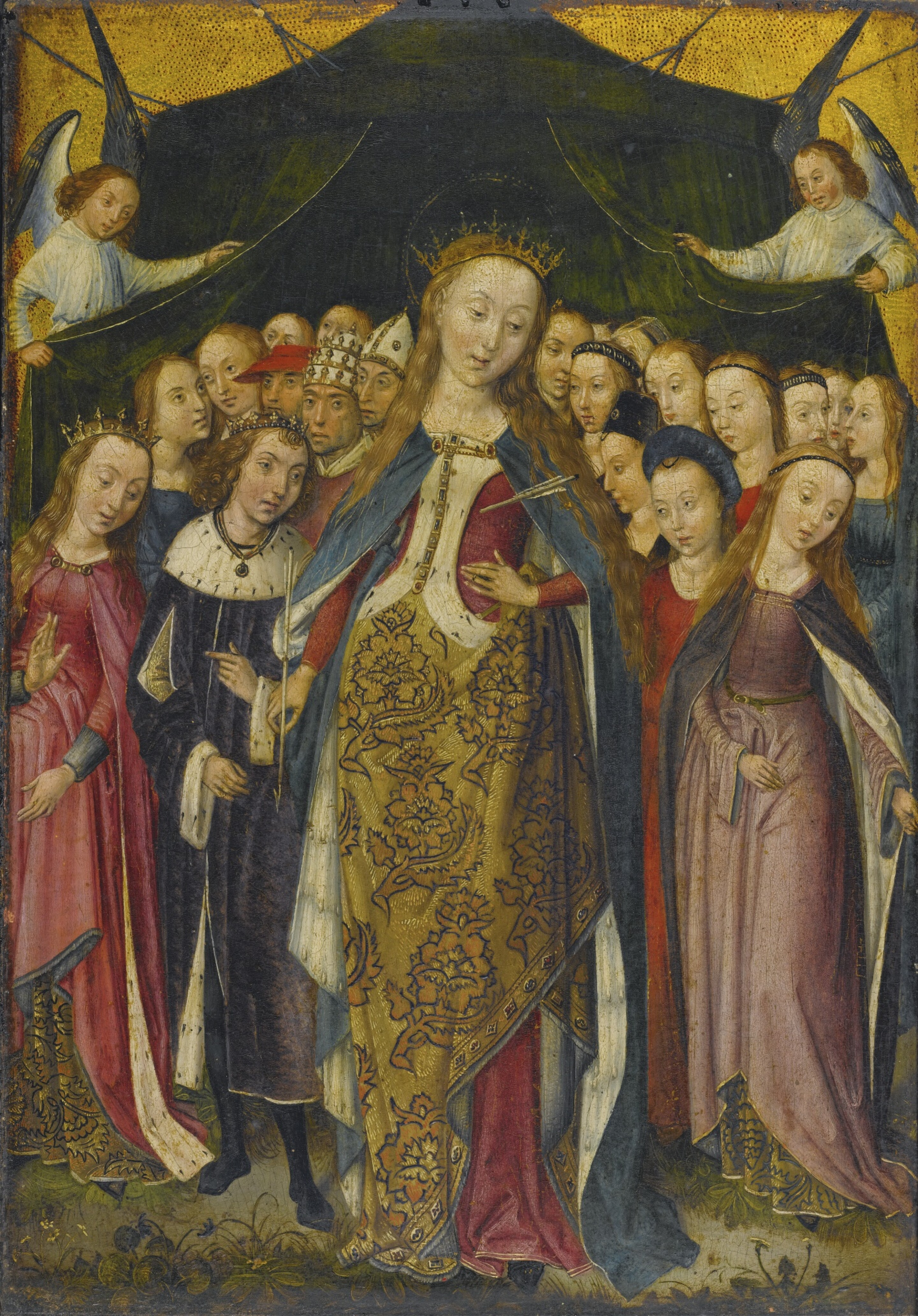
Święta Urszula z jedenastoma tysiącami dziewic

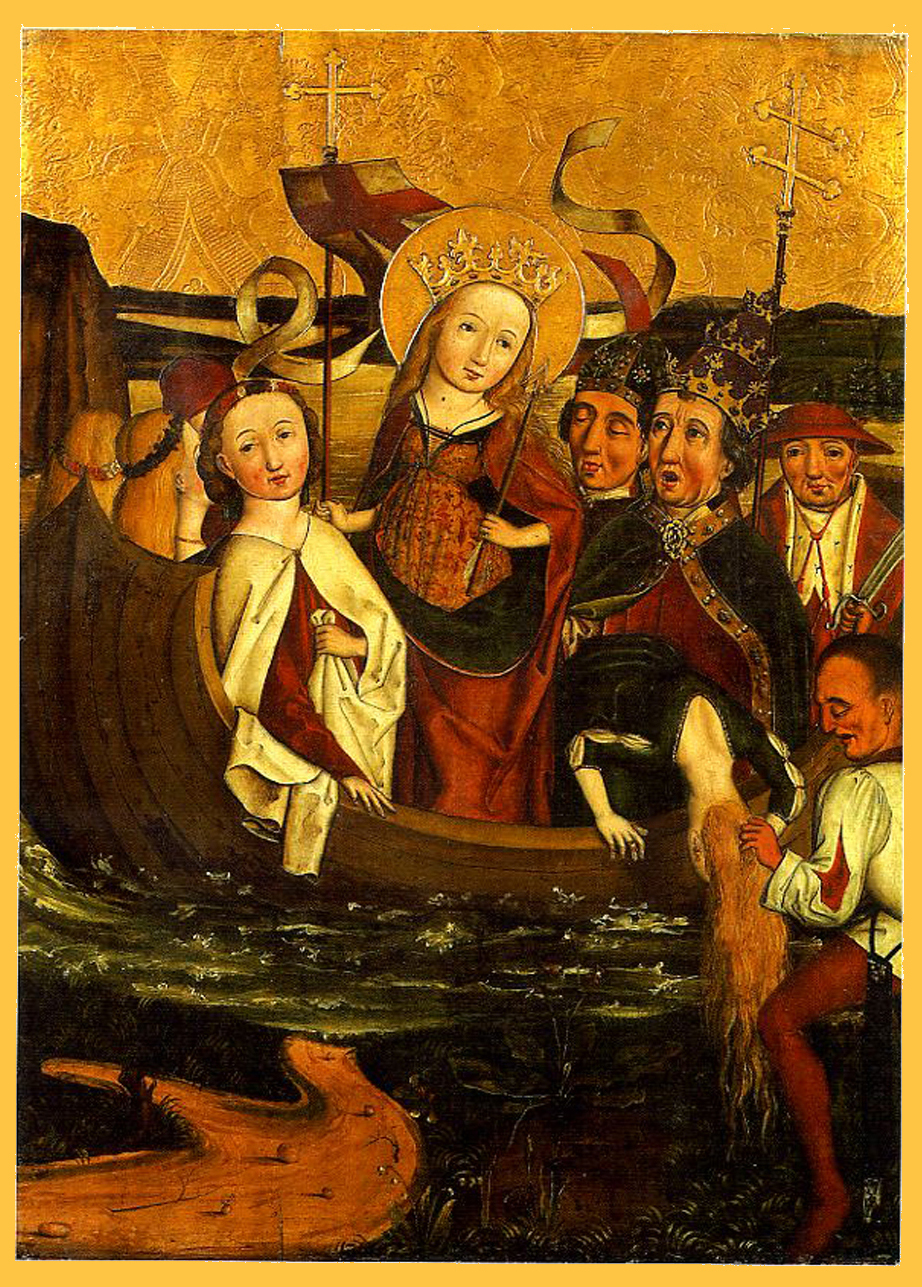
Męczeństwo św. Urszuli (niemiecka szkoła z XVI w.).

Urszula z Kolonii (zwana małą niedźwiedzicą, niem. kleine Bärin, także niem. kleines Schlachtross; ur. w Kornwalii?, zm. ok. 304 lub 451 w Kolonii) – według legendy męczennica chrześcijańska, dziewica, święta Kościoła katolickiego.

## Źródło historyczne
Według badań historyka niemieckiego W. Levisona u źródeł kultu Urszuli znajduje się inskrypcja, pochodząca z IV lub V wieku i zachowana do dzisiejszego dnia. Wynika z niej, że możny, ale bliżej nieznany Klemacjusz na miejscu męczeństwa (łac. martyrium) jakichś chrześcijańskich dziewic odbudował bazylikę ku ich czci. Inskrypcja nie wymienia ich liczby, ani nie podaje żadnych imion. Nie wiadomo również kiedy męczeństwo miało miejsce.
Autentyczność legendy odrzucał już w XVI wieku Cezary Baroniusz.

## Legenda
Według jednej z legend była rzymsko-brytyjską księżniczką, która na prośbę swojego ojca, króla Donauta z Kornwalii, wyruszyła w podróż do swojego przyszłego męża, pogańskiego królewicza Conana Meriadoca z Armoryki w Bretanii (według innego źródła - Eteriusza). Towarzyszyło jej rzekomo dziesięć służek-dziewic, które miały własne tysiączne orszaki oraz własne statki. W czasie podróży tajemniczy sztorm zniósł ją do portu galijskiego nad Renem. Urszula ślubowała, że przed poślubieniem Conana wyruszy w pielgrzymkę do Rzymu. Jednak razem z dziesięcioma dziewicami została zamordowana przez Hunów w Kolonii, gdy odrzuciła zaloty Attyli.
Barbarzyńcy, jak głosi tradycja, pod wpływem wizji wstępujących do nieba zastępów dziewic odstąpili spod murów miasta. Mieszkańcy z czcią pogrzebali ciała pomordowanych i na miejscu męczeństwa zbudowali kościół.
Tradycja mówi o jedenastu tysiącach dziewic - wynika to prawdopodobnie z pomyłki w tłumaczeniu łacińskiego skrótu XI M V, gdzie M tłumaczone było jako milia (tysiące), a nie martyres (męczennice), jak być powinno. Z drugiej strony, istnienie Jedenastu Tysięcy Dziewic poświadczają średniowieczne przesłanki o licznych relikwiach z kobiecych kości i czaszek, które zostały wykopane na przedmieściach Kolonii na terenie dawnego cmentarza nazywanego Ager Ursulanus. Największa ich część znalazła się w pobliskim kościele Św. Urszuli (gdzie znajdują się do dziś), pozostałe zostały wykupione lub rozesłane do różnych ośrodków kultu religijnego w Europie.

## Kult świętej
Kult św. Urszuli i towarzyszek był żywy w średniowieczu i u progu czasów nowożytnych. Obecnie zmalał, nawet w swym tradycyjnym ośrodku - Kolonii.
Początki kultu św. Urszuli i jej Towarzyszek sięgają IV wieku. Z tego czasu pochodzi krypta, odkryta w Kolonii, gdzie w katedrze św. Piotra i NMP znajdują się relikwie Świętej.
O ciągłości kultu świadczą zapiski w średniowiecznych księgach liturgicznych, literatura hagiograficzna, różne formy pobożności, dzieła malarzy i rzeźbiarzy. Imieniem św. Urszuli nazywano uniwersytety i nowo odkrywane ziemie. Krzysztof Kolumb nazwał odkryte przez siebie Wyspy Dziewicze na cześć św. Urszuli.
W 1535 roku, z inicjatywy Anieli Merici, powstał zakon Urszulanek Unii Rzymskiej.

### Dzień obchodów
Wspomnienie liturgiczne w Kościele katolickim obchodzone jest, za martyrologiami, 21 października. W 1969 roku jej wspomnienie zostało obniżone do znaczenia lokalnego, ze względu na wątpliwości co do samego istnienia takiej osoby.

## Patronat

### W Polsce
W Polsce jest m.in. patronką:
- parafii rzymskokatolickiej w Soborzycach[7],
- Zgromadzenia USJK[8],
- kościoła św. Urszuli i 11 Tysięcy Dziewic w Strońsku (z przełomu XII/XIII w.)
- kościoła w Gwizdanowie.

### Na świecie
Jest patronką:
- Kolonii, w herbie, której widnieje jedenaście płomieni, jako symbol jedenastu męczennic,
- uniwersytetów: w Kolonii, Wiedniu i Coimbra, bazyliki w Kolonii.

Patronuje młodym pannom, młodzieży, nauczycielom, wychowawcom i sukiennikom.
Wierni modlą się za wstawiennictwem świętej dla dobra małżeństwa i cichej śmierci, przed chorobami wieku dziecięcego i męki czyśćcowej.